# آنا كاتا تشيتيجا
آنا كاتا تشيتيجا (بالفرنسية: Ana Filip)‏ مواليد 20 يونيو 1989، هي لاعبة كرة سلة فرنسية. تلعب في الدوري الفرنسي لكرة السلة للسيدات كلاعب وسط. يبلغ طولها 6 قدم 5 بوصة (2.0 م). فازت في الدوري الفرنسي لكرة السلة للسيدات في 2008 و2009.

## روابط خارجية
- آنا كاتا تشيتيجا على موقع الاتحاد الدولي لكرة السلة (الإنجليزية)
- آنا كاتا تشيتيجا على موقع fiba3x3.com (الإنجليزية)
- آنا كاتا تشيتيجا على موقع كرة السلة الأوروبية.كوم (الإنجليزية)
- آنا كاتا تشيتيجا على موقع بروبوليرز (الإنجليزية)
- آنا كاتا تشيتيجا على موقع اللجنة الأولمبية الدولية (الإنجليزية)
- آنا كاتا تشيتيجا على موقع أوليمبيديا (الإنجليزية)